# Joan Lind
 Joan Louise Lind, po mężu Van Blom (ur. 26 września 1952 w Long Beach, zm. 28 sierpnia 2015 tamże) – amerykańska wioślarka, dwukrotna medalistka olimpijska.

## Kariera
Wystąpiła na igrzyskach olimpijskich w Montrealu w 1976, gdzie zdobyła srebrny medal w jedynkach. W finale o 0,65 sekundy wyprzedziła ją Christine Scheiblich z NRD, a o 4,03 sekundy za Amerykanką uplasowała się Jelena Antonowa z ZSRR. Był to debiut tej konkurencji w programie olimpijskim. Nie startowała na igrzyskach olimpijskich w Moskwie w 1980, z uwagi na bojkot tej imprezy przez USA. Wystartowała za to w czwórkach podwójnych ze sternikiem na igrzyskach olimpijskich w Los Angeles cztery lata później. Osada USA w składzie: Lisa Rohde, Anne Marden, Joan Lind, Ginny Gilder i Kelly Rickon zdobyła srebrny medal, plasując się o 1,46 sekundy za osadą Rumunii i o 0,45 sekundy przed osadą Danii. 
Po zakończeniu kariery była nauczycielką i trenerką wioślarstwa. Zmarła w 2015 na nowotwór mózgu. 
Jej mąż, John Van Blom, również był wioślarzem i olimpijczykiem.